# The Body Issue

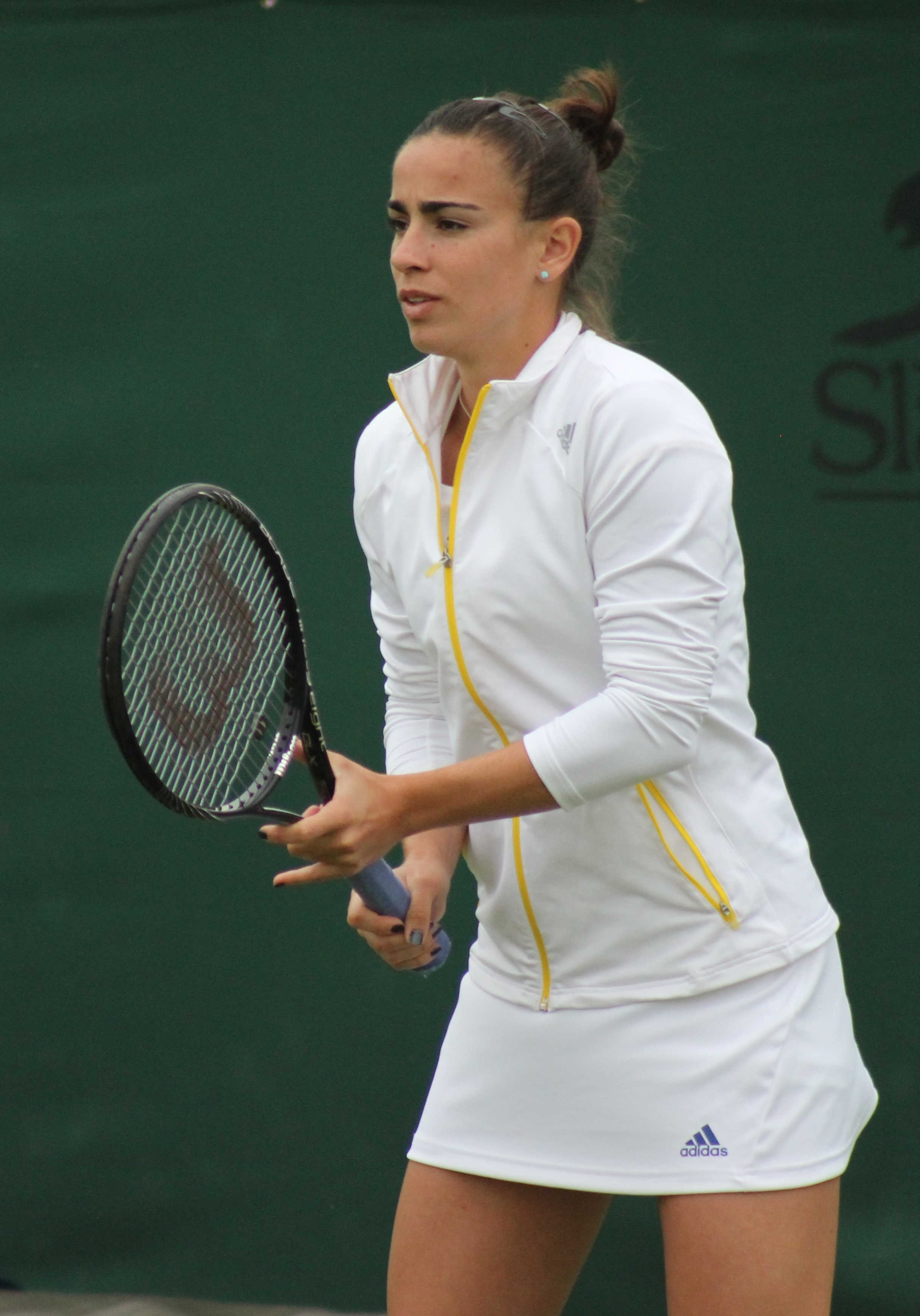
La tenista Paula Ormaechea hizo parte de The Body Issue para Latinoamérica.

The Body Issue es una edición de ESPN Magazine que muestra a reconocidos atletas posando semi-desnudos, publicada como respuesta a la edición "Swimsuit Issue" de la revista Sports Illustrated. La primera edición salió al mercado el 9 de octubre de 2009. La edición estadounidense de ese año contó con imágenes de Serena Williams (tenis), Carl Edwards (NASCAR), Adrian Peterson (NFL), Dwight Howard (NBA), Gina Carano (artes marciales) y Sarah Reinertsen (triatlón). La edición de Serena Williams fue la que más copias vendió.
Para la edición latinoamericana de ESPN Magazine han posado reconocidos atletas como Paula Pareto (yudo), Paula Ormaechea (tenis), Alejandra Terán (esgrima), Rigoberto Urán (ciclismo) Gerardo Bedoya y Sebastián Rincón (fútbol).